# Доценко, Нина Яковлевна
Нина Яковлевна Доценко (девичья фамилия Герман, род. 1922) — советский работник сельского хозяйства, Герой Социалистического Труда.

## Биография
Родилась 17 апреля 1922 года в крестьянской семье во время ещё не окончившейся Гражданской войны в России в посёлке Октябрьском, ныне Ленинградского района Краснодарского края.
Трудовую деятельность начала в 1934 году простой рабочей в местном свиносовхозе «Вторая пятилетка», где с 1936 года работала свинаркой. После окончания в 1940 году курсов трактористов в годы Великой Отечественной войны Нина Герман работала трактористкой.
После окончания войны, в 1947 году она возглавила полеводческое звено по выращиванию зерновых, которое по итогам работы в 1948 году получило урожай пшеницы 32,2 центнера с гектара на площади 43,6 гектара.
Указом Президиума Верховного Совета СССР от 11 мая 1949 года за получение высоких урожаев пшеницы в 1948 году Герман Нине Яковлевне присвоено звание Героя Социалистического Труда с вручением ордена Ленина и золотой медали «Серп и Молот».
Выйдя замуж, Нина Яковлевна Доценко с 1950 года работала на зерноскладе совхоза «Вторая пятилетка» до выхода на пенсию. На пенсии проживала в родном посёлке Октябрьском (по состоянию на 2017 год).
Была членом КПСС, награждена медалями, в числе которых «За доблестный труд в Великой Отечественной войне 1941—1945 гг.», удостоена звания «Ветеран труда».